# Abborretjärnen (Naverstads socken, Bohuslän, vid Kalvberg)
Abborretjärnen är en sjö i Tanums kommun i Bohuslän och ingår i Enningdalsälvens huvudavrinningsområde.